# Euryglossina moonbiensis
Euryglossina moonbiensis är en biart som först beskrevs av Exley 1968.  Euryglossina moonbiensis ingår i släktet Euryglossina och familjen korttungebin. Inga underarter finns listade i Catalogue of Life.

## Bildgalleri

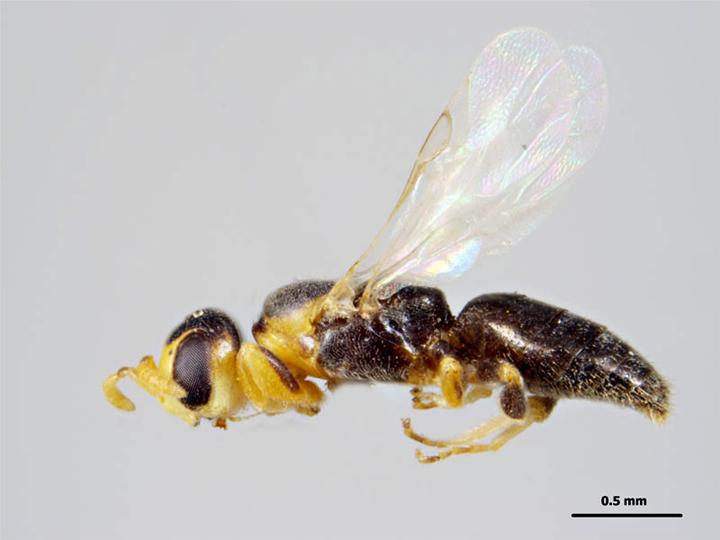